# Stanniol
Das Stanniol (von lateinisch stagnum, stannum, ursprünglich eine Blei-Silber-Legierung, später Zinn), auch Zinnfolie, ist eine dünn ausgewalzte oder gehämmerte Folie aus Zinn. Heute wird die Bezeichnung umgangssprachlich auch für Folien aus Aluminium (Alufolie) verwendet, da Produkte aus dem wesentlich kostengünstigeren Aluminium das Stanniol aus seinen Anwendungsgebieten verdrängt haben.
Stanniol wird heutzutage nur noch in Ausnahmefällen zum Verpacken von Lebensmitteln (u. a. für Weinkapseln, Schraubverschlüsse, zur Käsereifung usw.) eingesetzt. Weiterhin findet es bei technischen Spezialanwendungen in Labors und in der Medizintechnik (Elektroden) seinen Einsatz. In Metallfolienkondensatoren und als Dekoration und Christbaumschmuck (Lametta) ist der Werkstoff auch noch zu finden.

## Herstellung
Stanniol wird aus gegossenen Platten von etwa 1⁄2 Quadratmeter in mehreren Teilschritten in Walzwerken hergestellt.
Zinnlegierungen können bis zu 5 µm dünn ausgewalzt werden (1⁄10 der Dicke eines Haares).
Stanniol aus reinem Zinn ist nicht ganz so gut walzbar und wird bis knapp unter 20 µm Dicke gewalzt.
Die so gewalzten Bänder werden mehrere Kilometer lang.

## Geschichte

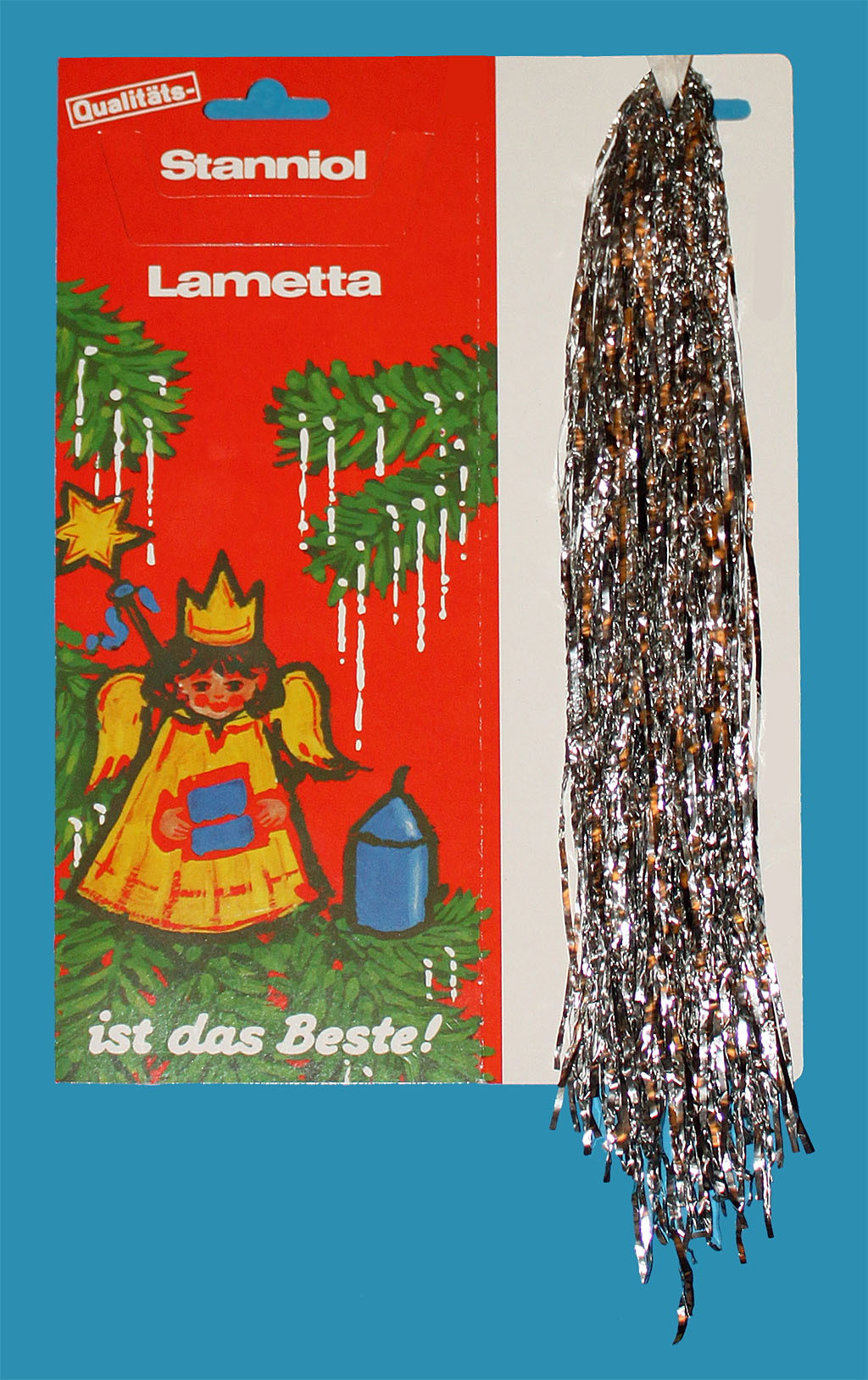
Eine handelsübliche Packung Stanniollametta aus dem Jahr 2012

Stanniol ist seit dem 17. Jahrhundert bekannt. Stanniol wurde aus sehr dünnem Zinnblech aus reinem Zinn oder einer Zinnlegierung mit z. B. 1 bis 2 Prozent Kupfer durch Gießen, Walzen und Schlagen hergestellt. Man goss das Metall zu Platten von 10 mm Dicke aus und walzte diese Platten in einem Blechwalzwerk anfangs einzeln, dann mehrere aufeinander gelegt, zu Blechen bis zu einer Dicke von 100 µm.
Nach einem anderen Verfahren wurde Zinn in einer langen Schale flüssig gehalten; über dieser Schale befand sich eine ebenso lange mit Leinwand überzogene Walze. Diese Walze wurde in das Zinn gesenkt und einmal umgedreht, wodurch sie sich mit einer dünnen Lage Zinn bedeckte. Diese Schicht wurde abgewickelt und auf einen polierten ebenen Stein gelegt. Auf diese Lage kamen noch etwa 300 weitere solche rund 100 µm dicken Blätter.
Noch dünneres Stanniol wurde dann aus diesen Blechen bzw. Blättern durch Schlagen unter Hämmern auf die gleiche Weise wie das Blattgold (siehe: Goldschläger) hergestellt.
Wegen des hohen Zeit- und Personalaufwands haben die historischen Herstellungsmethoden heute keine wirtschaftliche Bedeutung mehr.

## Verwendung

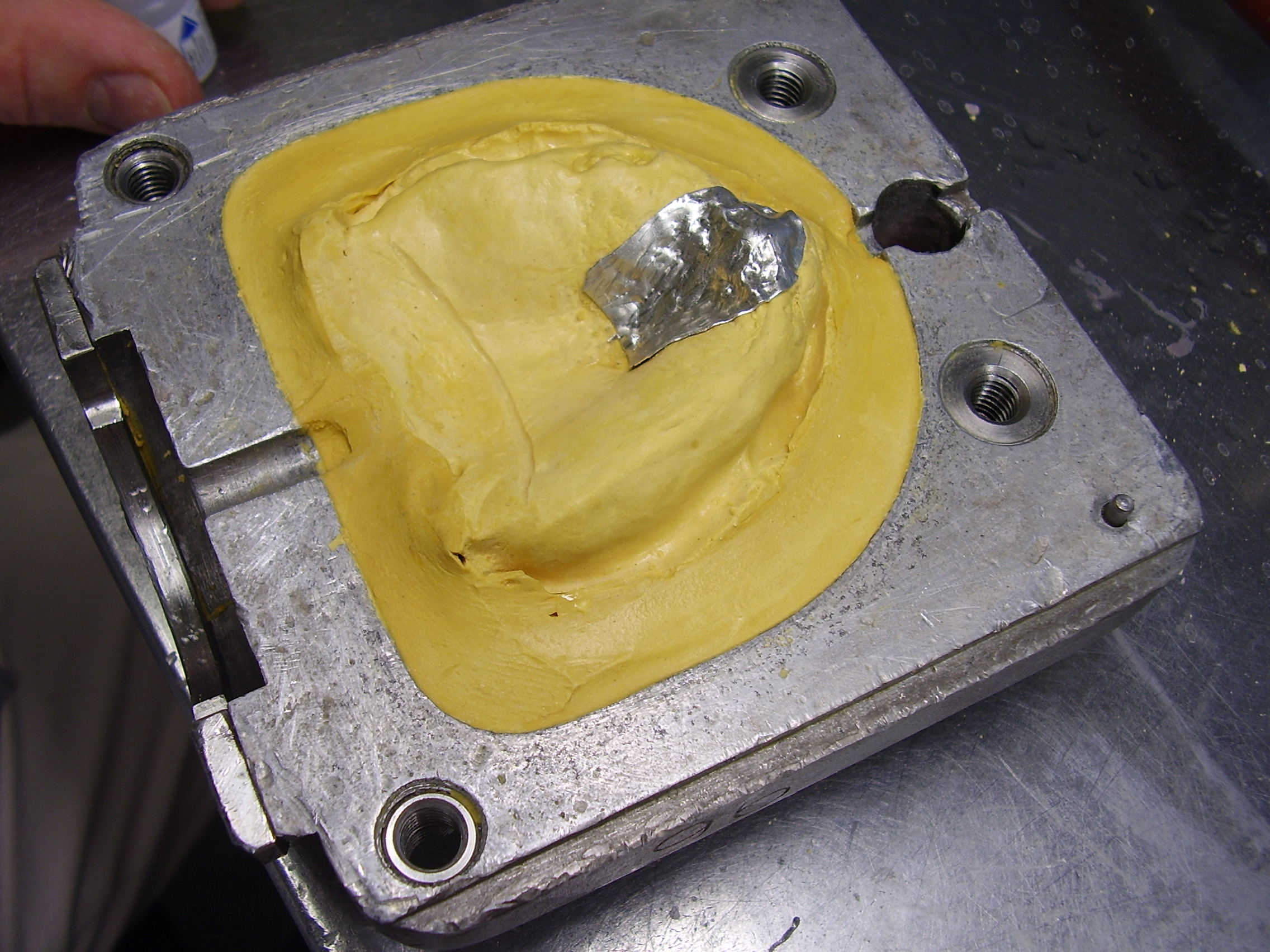
Eingelegte Zinnfolie auf einem Oberkiefer-Gipsmodell vor der Polymerisation der Prothesenbasis einer Totalprothese

Stanniol diente zusammen mit Quecksilber zum Belegen von Spiegeln und erhielt für diesen Zweck eine Dicke von 38 bis 500 µm. Stanniol zum Einwickeln von Tabak, Seife, Schokolade etc. war 7,7 bis 150 µm dick. Auch bleihaltige Zinnfolie wurde vielfach hergestellt, und zwar entweder aus Legierungen oder aus Bleiplatten, die mit Zinn übergossen wurden. Um farbige, glänzende Zinnfolie zu bereiten, wurde Stanniol mit Baumwolle und Kreidepulver gereinigt, mit Gelatinelösung überzogen, mit Berberis-, Lackmus-, Orseille- oder Safranabkochung oder Anilinlösung gefärbt und nach dem Trocknen mit Weingeistfirnis überzogen.
Im Orgelbau wurde Zinnfolie bereits seit dem 16. Jahrhundert verwendet, um teilweise die sichtbaren Pfeifen aus anderem Material (Kupfer, Zink) zu kaschieren und sie den Pfeifen anzupassen, die vollständig aus Orgelmetall waren.
Seit dem 17. Jahrhundert wurde Stanniolfolie zur Verzierung von Schiefergiebeln in Thüringen und Franken benutzt (sog. Stanniolmalerei).
Im militärischen Gebrauch dienten dünne Stanniol-Streifen mit exakt geschnittener Länge als Täuschkörper zum Schutz vor Radarerfassung. Dort werden solche Streifen Düppel genannt (im englischen Sprachgebrauch „Chaff“). Die britische Armee erbeutete im Zweiten Weltkrieg durch die Operation Biting ein Würzburg-Radar, um die für die verwendete Frequenz passende Stanniolstreifen-Länge zu ermitteln. Einer der wohl bekanntesten Einsätze von Stanniolstreifen zum Schutz vor Ortung erfolgte während der Operation Gomorrha über Hamburg.
Gegen moderne Radaranlagen werden stattdessen meist Kohlenstofffasern oder metallbedampfte Kunstfasern eingesetzt.
Bis heute gebräuchlich ist Stanniol für die Herstellung von Lametta.
Bei der zahntechnischen Herstellung einer Totalprothese wird der Torus palatinus, eine knöcherne Vorwölbung am Gaumen, „entlastet“, indem bei der Herstellung der Oberkieferprothese eine Zinnfolie von etwa 1 bis 2 mm Stärke auf dem Gipsmodell über den Torus gelegt wird. Dadurch entsteht bei der endgültigen Prothese ein Hohlraum, der der Nachgiebigkeit der Schleimhaut entspricht.